# Województwo świętokrzyskie
Województwo świętokrzyskie (dansk: voivodskabet Święty Krzyż (~Helligkors)) er en administrativ del af det sydøstlige Polen, et af de 16 voivodskaber, der blev skabt, efter den administrative reform i 1999. Voivodskabets hovedstad er Kielce. Voivodskabet Święty Krzyżs har et areal på 11.672 km2 og 1.230.044 indbyggere(30.6.2020), befolkningstætheden er på 105,03 personer pr km2.
Święty Krzyż voivodskab grænser op til voivodskabet Masovien mod nord, voivodskabet Lublin mod øst, voivodskabet Nedrekarpater mod sydøst, voivodskabet Lillepolen mod syd, voivodskabet Schlesien mod sydvest, og voivodskabet Łódźsk mod nordvest.

## Administrativ inddeling
Święty Krzyż voivodskab er inddelt 14 distrikter (powiat): 1 bydistrikter og 13 landdistrikter. Disse er underopdelt i 112 gmina.

### Byer i voivodskabet
I voivodskabet Święty Krzyż er der 31 byer, listet herunder efter indbyggertal pr. 31. december 2006:

## Byer
Voivodskabet indeholder 4 byer og 39 byer. Disse er anført nedenfor i faldende rækkefølge efter befolkning (ifølge officielle tal for 2019):):
1. Kielce (195.266)
2. Ostrowiec Świętokrzyski (68.641)
3. Starachowice (48.646)
4. Skarżysko-Kamienna (45.068)
5. Sandomierz (23.494)
6. Końskie (19.176)
7. Busko-Zdrój (15.832)
8. Jędrzejów (15.076)
9. Staszów (14.762)
10. Pińczów (10.774)
11. Włoszczowa (9.985)
12. Suchedniów (8.347)
13. Połaniec (8.098)
14. Opatów (6.466)
15. Sędziszów (6.451)
16. Stąporków (5.639)
17. Kazimierza Wielka (5.550)
18. Ożarów (4.569)
19. Chęciny (4.444)
20. Małogoszcz (3.748)
21. Chmielnik (3.681)
22. Radoszyce (3.135)
23. Ćmielów (3.012)
24. Kunów (2.967)
25. Daleszyce (2.896)
26. Wąchock (2.766)
27. Koprzywnica (2.470)
28. Bodzentyn (2.233)
29. Osiek (2.007)
30. Oleśnica (1.849)
31. Zawichost (1.771)
32. Morawica (1.711)
33. Łagów (1.580)
34. Stopnica (1.420)
35. Nowa Słupia (1.360)
36. Skalbmierz (1.285)
37. Pierzchnica (1.144)
38. Pacanów (1.108)
39. Szydłów (1.097)
40. Nowy Korczyn (942)
41. Działoszyce (907)
42. Wiślica (516)
43. Opatowiec (332)
44. Piekoszów
45. Łopuszno
46. Klimontów
47. Gowarczów
48. Iwaniska
49. Bogoria